# 埃兰·科赫
埃兰·科赫（德語：Erland Koch，1867年1月3日—1945年4月29日），德国前男子射击运动员。他曾代表德国参加1912年夏季奥林匹克运动会射击比赛，获得男子团体多向飞碟铜牌。